# Хайран
Хайран ас-Саклабі (араб. خيران الصقلبي; д/н — 1 липня 1028) — 1-й емір Мурсійської тайфи в 1011—1014 роках, емір Альмерійської тайфи в 1014—1028 роках. Повне ім'я Хайран ас-Саклабі аль-Амірі аль-Фата.

## Життєпис
Був військовиком зі сакаліба. Брав участь у походах хаджиба Аль-Мансура та його синів. Хаджиб Абд аль-Малік аль-Музаффар призначив Хайрана одним з 26 великих фата.
1009 року підтримав претендента на трон Мухаммеда II. Після захоплення Кордови разом з Анбаром очолив партію сакаліба. Втім невдовзі Хайран та інші сакаліба виявили невдоволення бажанням халіфа надавати посади також берберським ватажкам. Тому Хайран і Анбар, до яких долучився очільник слов'янської гвардії аль-Вадід, у 1010 році підняли повстання в Кордові, повалили Мухаммеда II, повернувши на трон Гішама II. В результаті хаджибом став аль-Вадід, але Хайран отримав також вплив при дворі.
У 1011 року бербери висунули на трон Сулаймана ібн аль-Хакама. В подальшій війні сакаліба зазнали поразки, втративши Кордову. Під час відступу сакаліба наздогнала погоня. В результаті бою Хайран був важко поранений і залишений на землі. Врятував його подорожній, що підібрав і таємно вилікував. Після цього Хайран відступив до Мурсії, де став фактично незалежним володарем Мурсії. За цим захопив місто Оріуелу і Тудмір. Невдовзі відбив напад халіфських військ на чолі з Мусою ібн Марваном.
Водночас розпочав великі будівельні роботи зі зведення власного палацу, укріплень Альмерії, а потім й інших міст. Сприяв переселенню до Альмерії торгівців та ремісників.
У 1014 році після 20-денної облоги захопив Альмерію, де повалив тамтешнього правителя Афлаха. Слідом за цим переніс резиденцію до Альмерії, поєднавши обидві тайфи. 1016 року допоміг Алі ібн Хаммуду захопити Кордову і стати халіфом. У 1018 року долучився до Абдаррахмана Омейяда, якому сприяв у захопленні Кордови. Разом з Мунзиром аль-Мансуром, валі Сарагоси, набув влади в халіфаті. Втім халіф Абдаррахман IV вирішив спертися на допомогу Мубарака, еміра Валенсії. Але втягнувся у війну проти Заві бен Зірі, еміра Гранади, поразка від якого сприяло ослабленню халіфа. Проти нього повстав Аль-Касім аль-Мамун. Хайран і Мунзир залишили Абдаррахмана IV, який невдовзі зазнав поразки й загинув. 1019 року Хайран захопив місто Хаєн.
Згодом Хайран активно втручався в боротьбу за владу в Кордові. 1021 року не підтримав Абд аль-Азіза аль-Амірі у спробі захопити Кордову. Натомість планував посадити на трон халіфа Мухаммада, стриєчного брата Абд аль-Азіза, але швидко розчарувався в ньому.
У 1026 році після загибелі халіфа Мухаммеда III спільно з Муджахідом аль-Амірі, еміром Денії, захопив Кордову. Втім переможці не домовилися про кандидатуру халіфа, через це Хайран повернувся до Альмерії.
Невдовзі призначив своїм спадкоємцем Зухайра, валі Мурсії. Помер Хайран у липні 1028 року в Альмерії.